# عمادالدین سزاوار
عمادالدین سزاوار (۱۲۷۶ قم - ۱۳۴۳ تهران) سناتور، نماینده مجلس شورای ملی و وکیل دادگستری بود. خیابان سزاوار در تهران به نام او نامگذاری شده‌است.
پدرش شیخ محمدحسن حجت‌الاسلام قمی بود. خودش نیز همچون پدر تحصیلات دینی کرد اما به خدمت عدلیه درآمد و به شغل قضاوت پرداخت. سپس به وکالت دادگستری مشغول شد. در سال ۱۳۱۸ خورشیدی به نمایندگی از اراک به مجلس شورای ملی رفت و در دوره بعد نیز بر همین کرسی نشست. بار دیگر در سال ۱۳۲۵ به نمایندگی مجلس انتخاب شد اما این بار از ساوه و زرند (دوره پانزدهم). با گشایش نخستین دوره مجلس سنا در سال ۱۳۲۸ به سناتوری همدان رسید اما تنها همین یک دوره را در مجلس سنا بود.
از سزاوار با عنوان وکیلی فاضل یاد می‌شود که در کار وکالت دادگستری متبحر بود و حق‌الوکاله‌های کلان می‌گرفت. قدرت وکالت و سناتوری نیز بیشتر کار او را رونق می‌داد. املاک زیادی در تهران خرید و یکی از خیابانهای فرعی تهران به نام او نام‌گذاری شد چون بیشتر زمینهایی که این خیابان در آن کشیده شد، به او تعلق داشت.

## درگذشت
وی در سن ۷۰ سالگی در تهران درگذشت.